# Anna Kagan

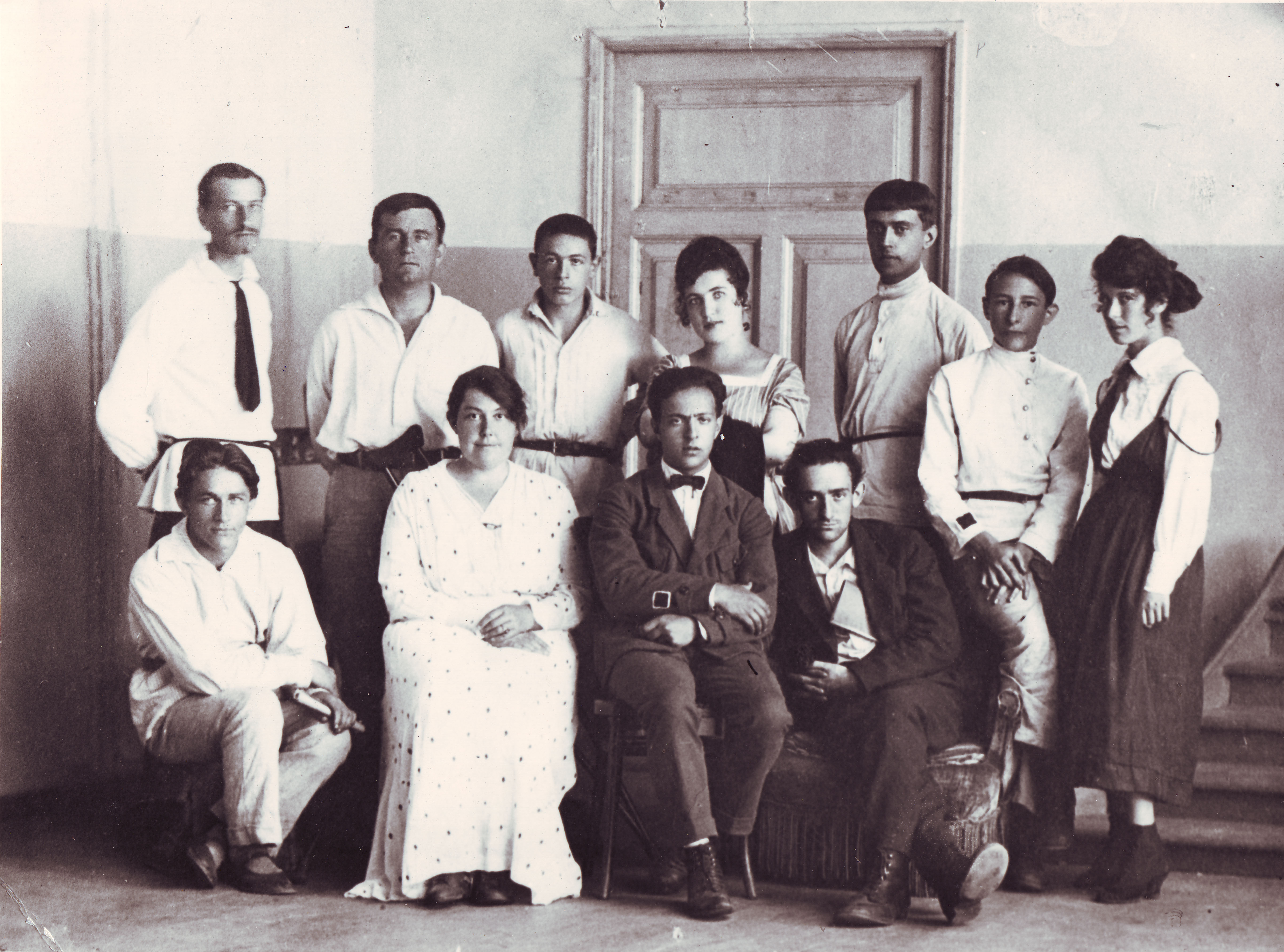
Miembros de UNOVIS en 1922. Anna Kagan es la cuarta de izquierda a derecha en la fila superior.

Anna Kagan, cuyo nombre completo era Anna Aleksandrovna Kagan (Vítebsk, 1902-Leningrado, 1974), y a veces llamada Anna Kogan, fue una pintora, escultora, diseñadora, ceramista y artista textil rusa.

## Trayectoria
Sus primeros mentores fueron Yehuda Pen y Marc Chagall. Estudió con Kazimir Malévich en la Escuela de Arte de Vítebsk, entre 1919 y 1922. Malevich y sus visiones suprematistas causaron una profunda impresión en Kagan. Fue miembro del grupo UNOVIS (Forjadores del Arte Nuevo) y junto a ellos participó en exposiciones en Vítebsk (1920, 1921), Moscú (1920, 1921, 1922) y Petrogrado (1923). En 1924, se inscribió en el departamento de arquitectura del Instituto de Cultura Artística de Leningrado.
Tras la muerte de Lenin, las autoridades reprimieron las exposiciones de vanguardia y exigieron que todos los artistas se ajustaran al estilo estalinista del realismo socialista. Sin embargo, Anna Kagan siguió creando pinturas abstractas el resto de su vida. No se le permitió exhibir sus obras bajo este nuevo clima artístico.
En las décadas de 1920 y 1930, Kagán realizó composiciones abstractas sobre cerámicas, grabados y diseños textiles. Entre 1928 y 1930, transformó la abstracción suprematista en pinturas arquitectónicas. Aunque sus pinturas posteriores conservaron elementos abstractos, estos se contrastaban con figuraciones de tipo surrealista y simbólico.
Para los historiadores del arte, Anna Kagan es un «enigma», debido al hecho de que ninguna de sus obras se encuentra en museo ruso alguno. A pesar de lo desconocida que es su obra, Kagan es una veterana del mercado del arte. Las obras atribuidas a ella o a Anna Kogan comenzaron a aparecer en galerías y casas de subastas occidentales a principios de la década de 1980 y siguen apareciendo.
En 2003, un cuadro del Kawamura Memorial Museum of Art de Sakura en Japón incluido en la exposición «Kazimir Malevich: Suprematism» en la Menil Collection de Houston y el Museo Solomon R. Guggenheim de Nueva York era obra de Kagan. Su obra está incluida en las colecciones del Museo de Bellas Artes de San Francisco, el Museo de Arte de Seattle y del Ernst Schwitters de Noruega.